# Série LD 300
Vous pouvez aider à l'améliorer ou bien discuter des problèmes sur sa page de discussion.
- Il ne s’appuie pas, ou pas assez, sur des sources secondaires ou tertiaires. (Marqué depuis décembre 2018)
- Il doit être recyclé. La réorganisation et la clarification du contenu sont nécessaires. (Marqué depuis décembre 2018)

- Archive Wikiwix
- Bing
- Cairn
- DuckDuckGo
- E. Universalis
- Gallica
- Google
- G. Books
- G. News
- G. Scholar
- Persée
- Qwant
- (zh) Baidu
- (ru) Yandex
- (wd) trouver des œuvres sur Wikidata

La chronologie des publications phonographiques BAM : Série LD 300 à LD … fait référence à la nomenclature d'édition de la maison de disques BAM et la numération album de l'éditeur à parution. Ces références officielles discographiques,, figurent dans les discographies dédiées et détaillées des artistes considérés. La numérotation, comme pour toutes les discographies d'éditeur se veut chronologique dans l'ordre d'enregistrement des projets discographiques.

## Catalogue des publications phonographiques: numération détaillée

### Série LD 300 à LD 399 (1953-1963: Édition des LP17cm/ puis25cmet30cm/ 33 mono, puis stéréo)
Index des albums publiés en 1953
- LD 301 : Atahualpa Yupanqui - Récital du guitariste Atahualpa Yupanqui (sur des thèmes du folklore d'Argentine)
- LD 302 : Les 4 Guaranis - 1er Récital (enregistrements du 9 mars 1953)[6]
- LD 303 : Docteur Carbajo et Trio Mexico - Chants et danses du Mexique

Index des albums publiés en 1954
- LD 304 : Les 4 Guaranis - 2e Récital (enregistrements du 21 septembre 1953)
- LD 305 : Philippe Arthuys - Le Crabe Qui Jouait Avec La Mer

Index des albums publiés en 1955
- LD 306 : Jacques Douai - Chansons poétiques anciennes et modernes

Grand Prix du disque de l'académie Charles-Cros 1955.
- LD 307 : Trio Mexico Arroyo Miguel Camacho Mares - Chants et danses du Mexique
- LD 308 : Francesca Solleville  - Chante la violence et l'espoir
- LD 309 : Paco Sanchez et son ensemble instrumental - Chants Folkloriques Sud-Américains
- LD 310 : Deben Bhattacharya - Chants du Bengale
- LD 311 : Soto et Cacérès avec leur ensemble instrumental - Chants et danses du Venezuela, d'Argentine et de Colombie (6 titres)
- LD 312 : Jacques Douai - Jacques Douai N°2
- LD 313 : Gordon Heath et Lee Payant interprètent - Chants Traditionnels des États-Unis
- LD 314 : Tumuc Humac : Musique de la forêt amazonienne recueillie par Francis Mazière (avec Dominique Darbois et W. Ivanov)
- LD 315 : Romano - Chansons populaires italiennes
- LD 316 : Edric Connor et les Southlanders - Chants et danses de l'île de la Trinité
- LD 317 : Une production de Bertrand Dunoyer - Une soirée chez Palmyre à Saint-Tropez avec le roi des pianos mécaniques ("Le Piano du Riche")

Index des albums publiés en 1956
- LD 318 : Stellinha Egg - Chants Folkloriques Brésiliens
- LD 319 : Sam Gordon Ragtime Band - South Rampart Street Parade (+7 autres titres)
- LD 320 : Art Simmons - Quartet[7]
- LD 321 : Bertice Reading accompagné par le Art Simmons Quartet - Jazz Singer[8]
- LD 322 : Los Yares - Chansons du Venezuela, d'Argentine et de Colombie
- LD 323 : Musique Folklorique Albanaise (Une production Radio Tirana)

Index des albums publiés en 1957
- LD 324 : Gilbert Rouget - Musique bantou d'Afrique Équatoriale. Mission Ogooué-Congo. Montage d'Annick Le Gall. ("Collection du Musée de l'Homme". Pressage d'une cinquantaine d'exemplaires sous étiquette MH numéroté LD 13, hors commerce. Notice séparée de 4 pages.)
- LD 325 : Gilbert Rouget - Musique pygmée de la Haute-Sangha. Mission Ogooué-Congo. Montage d'Annick Le Gall. ("Collection du Musée de l'Homme". Notice séparée de 4 pages).
- LD 326 : Mission Frantz Laforest de 1955 - Musique proto-indochinoise recueillie chez les Moïs des Hauts-Plateaux du Viêt Nam par la mission ethnographique.  ("Collection du Musée de l'Homme". Notice séparée de 4 pages).
- LD 327 : Fernandez Lavie (Chansons basques et espagnoles : Chant Ténor s'accompagnant à la guitare) -
- LD 328 : Jacques Douai - Jacques Douai no 3
- LD 329 : Juracy Ferreira accompagné par l'orchestre "la canne à sucre" de Gérard La Viny - Rythmes et danses du Brésil
- LD 330 : Jacques Douai - Jacques Douai N°4
- LD 331 : Musique du Nord-Cameroun
- LD 332 : Rafael Romero (chant), Pepe de Almeria (guitare), Elvira del Albaicin (danse) - Noche Flamenca
- LD 333 : Les Chanteurs des îles de Fatu Hiva - Musique Polynésienne de l'Archipel du TIki
- LD 334 :
- LD 335 : Chiquita Serrano et son ensemble - Chants et danses typiques de Cuba (volume 1)
- LD 336 : Rafael Romero, Pepe de Almeria & Elvira del Albaicin - Cante Grand Andalouse
- LD 337 : Musique d'Afghanistan[9]:
- LD 338 : Renée Lamy - 1er Récital
- LD 339 : Orchestre de Gamelan de Pliatan - Bali
- LD 340 : Chansons d'amour persanes - Iran
- LD 341 : Jacques Douai - Noëls Anciens (publié en décembre 1957)
- LD 342 : Pepe el de la Matrona accompagné à la guitare par Roman El Granaino - Maîtres Du Cante Flamenco : Malaguena, Tientos, Martinete

Index des albums publiés en 1958
- LD 343 : Rafael Gayoso et son ensemble typique - Elube Chango et autres chants cubains
- LD 344 : El Pili - Cantes y Bailes (chants et danses flamenco) (EP 4 titres) avec El Pili (chant), Luis Heredia (guitare) et les danseurs Carmin Santos et Chuquito de Cadiz
- LD 345 : El Pili et Luis Heredia - Chants et Danses Flamenco
- LD 346 : Ernesto Cabeza - Guitarra en la pampa
- LD 347 : En dansant avec Chiquita Serrano & Son Ensemble Cubain (volume 2)
- LD 348 : Gerardo Servin Et Son Ensemble Guarani
- LD 349 : Ensemble Achalay - Musique des Andes (Vol.1)[10]
- LD 350 : Kalimantan  : musique de Bornéo (musique murut du nord) - Recueillie et enregistrée par … (textes rédigés à l'occasion de la mission Apokayan, 1956 -  collection du Musée de l'Homme) (1957) (Format : 25 cm / également LD 6 de 1954).
- LD 351 : Gérard Massias - Alice au pays des merveilles (conte musical)
- LD 352 : Nina Barly - Chants d'Israël
- LD 353 : Musique touareg -  (EP 4 titres) Recueillie et enregistrée par J. Biltgen - G. Royer.
- LD 354 : Jacques Douai - Jacques Douai N°5
- LD 355 : Musique Aymara de Bolivie - (EP 4 titres)
- LD 356 : Peuples d'Israel (Israelis, Druzes et Kurds).  - Documents sonores recueillis et enregistrés en Israël par Maurice Bitter[11].

Index des albums publiés en 1959
- LD 357 : Chants liturgiques d'Israël
- LD 358 : Clara - Clara chante le Fado (soirée à la casa portuguesa)
- LD 359 : Rafael Romero & Juanito Varea accompagnés à la guitare par Perico del lunar - Deux maîtres du Cante Grande[12]

Index des albums publiés en 1960
- LD 360 : Juanito Varea / Perico Del Lunar - Maitres Du Cante Flamenco
- LD 361 : Rafael Romero - Maîtres du cante flamenco
- LD 362 : Perico del Lunar - Guitariste "flamenco" - (EP 4 titres)
- LD 363 : Turquie des mille et une nuits - Documents sonores recueillis et enregistrés par Merry Ottin.
- LD 364 :
- LD 365 : Tran Van Khe - Musique du Viêt Nam (format 17 cm)
- LD 366 : Neomi et Arik Bar-Or chantent - Israel (no 1 mention non indiquée)
- LD 367 : Alirio Diaz et Rodrigo Riera - El uno y el otro Nº 1 (daté de 1962 ? )
- LD 368 : Alirio Diaz et Rodrigo Riera - El uno y el otro Nº 2 (daté de 1962 ? )
- LD 369 : Suède-chansons Populaires - Documents sonores recueillis et enregistrés par Birgit Bergstrom (format 17 cm)
- LD 370 : Jacques Douai - Jacques Douai N°6
- LD 371 : Chiquito Serrano - Dansons à Cuba avec Chiquito Serrano
- LD 372 : Mara - Chansons Catalanes (8 titres)
- LD 373 : Rituels vaudou en Haïti- Documents sonores recueillis et enregistrés par Yves Bertrand.
- LD 374 : Musique de Corée - Recueillie et enregistrée par la Radiodiffusion de Pyong Yang.
- LD 375 : Turquie - Documents sonores recueillis et enregistrés par Georgia et Merry Ottin.
- LD 376 : Rythmes et chansons du Dahomey (collection Radiodiffusion Outre-mer N°1)

Index des albums publiés en 1961
- LD 377 : Neomi et Arik Bar-Or chantent - Israël no 2 (format 17 cm)
- LD 378 : Sri Lanka : musique de Ceylan - Documents sonores recueillis et enregistrés par Claudine et Louis Panassie
- LD 379 : Corée N°2 - Corée Moranbong Extraits de la musique du film de J.C. Bonnardot
- LD 380 : Jacques Douai - Jacques Douai no 7
- LD 381 : Hélène Martin - Récital no 1 (avec Bernard Pierrot (guitare) et l'Ensemble Jacques Lasry)

Grand Prix du disque de l'académie Charles-Cros 1961.
- LD 382 : Folklore De Norvège
- LD 383 : Musique religieuse chinoise et tibétaine (Temples bouddhiques et lamaseries) - Recueillie et enregistrée par le Dr André Migot
- LD 385 : Deben Bhattacharya - Musique du Moyen-Orient (documents sonores recueillis et enregistrés par Deben Bhattacharya en Syrie et Jordanie).
- LD 386 : Caroline Cler - Caroline Cler (Lp 25 cm : Arabella - Les roses De Chenonceaux - Attente - Tant va la fille - Enfance -L'amour de toi - Ton ombre -Dublin Blues …)
- LD 387 : Sarah Gorby - Chansons russes et tziganes
- LD 388 : Musique de Thaïlande - Documents sonores recueillis et enregistrés par Jean-Claude Berrier & Louis Le Bourgeois
- LD 389 : Neomi et Arik Bar-Or chantent - Israel N°3 (format 25 cm)

Index des albums publiés en 1962
- LD 390 : Ensemble du Ballet national de danses françaises (Direction : Jacques Douai) - Chants et danses de France : Auvergne, Provence, Vendée, Bretagne, Normandie, Berry[13]
- LD 391 : Hélène Martin - Hélène Martin N°2 (accompagné par Jacques Lasry et son ensemble).
- LD 392 : Pedro et Paco Ibanez (4 titres) - Hommage à Atahualpa Yupanqui : guitare et chant[14]
- LD 393 : Japon médiéval - Documents sonores recueillis et enregistrés par Claude Durix et Pierre Rambach
- LD 394 : Jacques Douai - Jacques Douai N°8

Index des albums publiés en 1963
- LD 395 : Francesca Solleville - 1er Récital
- LD 396 : Serge Kerval - Récital Serge Kerval
- LD 397 : Christian Borel et Caroline Cler - Chansons vécues
- LD 398 : François Ellenberger.  - Musique du fonds des âges - Basutoland, Afrique du Sud.
- LD 399 : Bamboulas de la Guadeloupe (Format 17 cm)

### Série LD 400 / LD 5400  (1963 - 1969: Double numérotation des LP 33 stéréo)
- LD 400 / LD 5400 : Folklore et musiques de l'univers : Cachemire, vallées himalayennes[15] - Recueillis et enregistrés par la Mission Lotus (1962)
- LD 401 : Michel Daskalakis - Les Bouzoukia de Michel Daskalakis
- LD 402 / LD 5402 : Francesca Solleville - 2e Récital
- LD 403 / LD 5403 : Christian Borel et Caroline Cler - Chansons sensuelles de la belle époque

Index des albums publiés en 1964
- LD 404 / LD 5404 : Christian Borel - Les chants de Montéhus
- LD 405 / LD 5405 : Soto et Caceres, Paco Sanchez, Los Yares - Chants et danses d'Amérique latine
- LD 406 / LD 5406 : Ismaël - Canciones Del Pueblo - Canciones Del Rey
- LD 409 / LD 5409 : Envoutante afrique noire - Enregistrements réalisés par Charles Duvelle, Claude Ernoult et Francis Péré d'OCORA
- LD 410 / LD 5410 : Jacques Douai - Jacques Douai N°9 : 15 ans de chansons
- LD 411 / … : Jocelyn Faye - L’Aragon. (1964)
- LD 412 / LD 5412 : Francesca Solleville - 3e Récital
- LD 413 / LD 5413 : Christian Borel, Caroline Cler et Mercey - Chansons idiotes : le comique en 1900
- LD 414 / LD 5414 : Ensemble Achalay - Musique des Andes (Vol.2)
- LD 415 : Chorale Sipan-Komitas (direction : Garbis Aprikian) - Folklore d'Arménie
- LD 416 / LD 5416 : Serge Kerval - Chansons de France N°1 (également sous référence C421)
- LD 417 : Marie-Claire Pichaud - Chansons de ce temps-çi

Index des albums publiés en 1965
- LD 418 / LD 5418 : Carbaro et le trio mexico - Viva Mexico[16]
- LD 419 : Jacques Marchais - Récital N°1
- LD 420 / LD 5420 : Francesca Solleville - Récital n° 4 : Marie
- LD 421 / LD 5421 : Serge Kerval - Chansons de France N°2
- LD 422 / LD 5422 : Ensemble Achalay - Musique des Andes (Vol.3)
- LD 423 / LD 5423 : Chansons rive gauche - compilation avec Francesca Solleville (2 titres) (1967)
- LD 424 / LD 5424 : Neomi et Arik Bar-Or - Chants d'Israël (réunit les disques LD 389 (25 cm) et LD 377 (17 cm)
- LD 425 / LD 5425 : Jacques Bertin - Jacques Bertin / Corentin
- LD 426 / LD 5426 : Serge Kerval - Chansons de France N°3
- LD 427 / LD 5427 : Claude Fonfrède - Claude Fonfrède
- LD 428 : Michel Aubert - Michel Aubert

Index des albums publiés entre 1966 et 1969
- LD 429 / LD 5429 : Zambetas et ses Bouzoukia ; Stelios Zafiriou et ses Bouzoukia - Viva Bouzoukia, viva Zambetas[17]
- LD 430 / LD 5430 : Ramon Montoya - Arte clasico flamenco[18]
- LD 431 / LD 5431 : Sotiria Bellou- Grèce : Chants Rebetika
- LD 432 / LD 5432 : Jacques Marchais et Léo Ferré ? - Elsa
- LD 433 : Jacques Debronckart - Jacques Debronckart (Premier album /11 titres / Arrangement et direction musicale d'Oswald d'Andrea)
- LD 434 / LD 5434 : Musiques du Viêt Nam - Recueillie et enregistrée par la mission ethnographique de 1955 (Direction : Tran Van Khé).
- LD 435 / LD 5435 : Musique Populaire Marocaine (Vol.1) - Recueillie et enregistrée par Jean Mazel
- LD 436 / LD 5436 : Serge Kerval - Chansons de France N°4
- LD 437 / LD 5437 : Eduardo Calvo - Guitares et chants d'Argentine
- LD 438 / LD 5438 : Jean-Pierre Ferland - Premiers succès
- LD 439 / LD 5439 : Folklore et musique de l'univers : Chansons populaires suédoises et Folklore de Norvège[19] - Recueillis et enregistrés par G.Linge : chansons populaires suédoises par Saga & Birgit Bergstrom.
- LD 440 / LD 5440 : Juan Capra - Chants révolutionnaires du Chili
- LD 441 : Los Quirpa - Musique Populaire Des Llanos Vénézuéliens
- LD 5442 : L'Âme musicale du Pérou - Documents et enregistrés par G. Kremer
- LD 543 : Françoise Moreau et François Imbert - Chansons pour tisser le temps
- LD 444 / LD 5444 : Francesca Solleville - 200 mètres
- LD 446 : Serge Kerval - Complaintes et Ballades de France N°5

### Série T (1969/1975)
Cette série prend la numérotation en cours de la série LD 300, est publiée avec la référence Disques Alvarès - Productions "La boîte à musique")
- C 425 : Jacques Bertin - Jacques Bertin
- C 441 : Los Quirpa - Musique Populaire Des Llanos Vénézuéliens
- C 442 :
- C 443 : Françoise Moreau et François Imbert - Chansons pour tisser le temps
- C 444 : Francesca Solleville - 200 mètres (1969)
- C 445 : Michel Aubert - Michel Aubert no 2
- C 446 : Serge Kerval - Complaintes et Ballades de France no 5
- C 447 : Payita Sola et Guillermo De la Roca -	Loin dans la Cordillère
- C 448 : Luce Klein  - Rue mouffetard
- C 449 : Jacqueline Dorian - Jacqueline Dorian / Réflexions sur Madame du Barry[20]
- C 450 : Jacques Bertin accompagné de François Rabbath - je voudrais une fête étrange et très calme[21]
- C 451 : James Ollivier accompagné de différents ensembles - James Ollivier chante les poètes[22]
- C 452 : Cuba : musique hispano -cubaine - Documents sonores recueillis et enregistrés par Pierre d'Ursel[23]
- C 453 : Cuba : musique afro-cubaine - Documents sonores recueillis et enregistrés par Pierre d'Ursel[24]
- C 454 : Guillermo De la Roca / Virgilio Rojas - Flûte Indienne[25]
- C 455 : Los Andinos (avec Rafael Romero et El Chato)- Argentine-Bolivie-Équateur-Pérou[26]
- C 456 : Gilles Elbaz - Les quatre éléments[27] (1970)
- C 457 : Juanito Laguna - Remonta un barrilete (chansons du Chili[28]
- C 458 : Marc Vincent - Marc Vincent[29]
- C 459 : Rafael Romero (chant), Luisa Romero et Miguel Valencia - Fiesta Flamenca[30]
- C 460 : Chine populaire : chants et danses - Documents sonores recueillis et enregistrés par Edmond Caprasse[31]
- C 461 : José Cala "El Poeta" / Miguel Valencia - Guitare flamenca[32]
- C 462 : L'École de Loka Wangi - Musique de Java
- C 463 : Ensemble Choral Campanella - La Gaspésie
- C 464 : Guillermo De la Roca avec J. M. CAYRE, charango et D. DARMEZIN, guitare. - Flûte Indienne N°2/ Kena (enregistré à l'Olympia en 1971)[33]
- C 465 : Cambodge : musique royale et musique traditionnelle - Documents sonores recueillis et enregistrés par Jacques Brunet
- C 466 : Guillermo De la Roca - Flûte Indienne N°3
- C 467 : Assam, terre de l'inde - Vallée du Brahmapoutre - Documents sonores recueillis et enregistrés par Philippe Parrain
- C 468 : Mohamed Matar - Musique traditionnelle arabe sur bousoq (Liner note de Christian Poche)
- C 469 : Avec les seigneurs des sables : Les Touaregs (Tassili, Iforas, Hoggar) - Documents sonores recueillis et enregistrés par Danièle et Douchan Gersi.
- C 470 : Jacques Bertin - Chansons et poèmes
- C 471 : Sur la côte des pirates : Les Émirats du Golfe Arabique - Documents sonores recueillis et enregistrés par Karen et Alain Saint-Hilaire[34].
- C 472 : Jacques Doyen, Jacques Lasry et ses Structures Sonores Baschet - Contes de la 5e saison
- C 473 : Gilles Elbaz - Le miroir de l'arbre (1972)
- C 474 : Clément Marot - Chansons courtoises[35]
- C 475 : Jacques Doyen, Jacques Lasry et ses Structures Sonores Baschet - Poèmes dits par Jacques Doyen[36].
- C 476 : Françoise Moreau et François Imbert - Derrière les fumées
- C 477 : Irlande : chants et danses  - Documents sonores recueillis et enregistrés par …
- C 478 : Les Flûtes du soleil - Documents sonores recueillis et enregistrés par Gérard Kremer
- C 479 : Maroc : chants des juifs du Maroc - Documents sonores recueillis et enregistrés par ….
- C 480 :
- C 481 : Sergio Rovito - Modinhas bresiliennes
- C 482 : Amancio Prada - Vida E Morte
- C 483 : Eugène Guillevic - Poemes et chansons
- C 484 : James Ollivier - Récital public
- C 485 : Jean Belliard, avec Élisabeth, Guy Robert, Julien Skowron Jean-Marie Carlotti et Michel Marre - Musique des trouvères et des jongleurs
- C 486 : Jacques Bertin - À Besançon
- C 487 : Payita Sola et Guillermo De la Roca -	Canciones de Argentina
- C 488 : Percussions de Côte d'Ivoire  - Documents sonores recueillis et enregistrés par Hugo Zemp
- C 489 : Gilles Elbaz - Le vent aux ailes (1974)
- C 490 :
- C 491 : Afghanistan - Documents sonores recueillis et enregistrés par Michel & Gérard Montesinos
- C 492 : Chine : musique instrumentale classique - Documents sonores recueillis et enregistrés par Hubert de Fraysseix
- C 493 : Jean-Louis Caillat - Au futur
- C 494 :
- C 495 : Jean Tristan - Je dois ne pas me taire
- C 496 : Sylvia Monfort, Emmanuelle Riva, Catherine Sellers et Jany Sylvaire (récitantes) - Il faudra que je me souvienne...ravensbruck (Textes écrits à Ravensvbruck par Micheline Maurel, musique de Joseph Kosma)
- C 497 :
- C 498 : Maroc : Musique Du Peuple - Documents sonores recueillis et enregistrés par Abdelwahab Meddeb et Frédéric Pinard
- C 499 : Ensemble ''Guillaume de Machaut'' de Paris - Le remède de fortune

### Série C 500 diteLa fine fleur de la chanson française
- C 500 : Hélène Martin - Le Condamné à mort (La fine fleur no 1 (de Jean Genet) (Album Grand prix du disque de l'Académie Charles-Cros 1973)
- C 501 : James Ollivier - Marennes-Cancale (La fine fleur no 2)
- C 502 : Jacques Douai - Maintenant que la jeunesse… (La fine fleur no 3)
- C 503 : Jean Vasca - L'Ange exterminateur (La fine fleur no 4)
- C 504 : Francesca Solleville - La Gloire (La fine fleur n°5) (1968)
- C 505 : Jacques Doyen - Récital de poésie (La fine fleur no 6)
- C 506 : Jacques Bertin - Récital no 2 (La fine fleur n°7)
- C 507 : Jean-Luc Juvin - Envahissement (La fine fleur no 8) (1969)
- C 508 : Janine Jean - Promotion jeunesse 69  (La fine fleur no 9)
- C 509 : Jacques Marchais - La Complainte (La fine fleur no 10) (1969)
- C 510 : Françoise Moreau et François Imbert - Le secret des saisons (La fine fleur n° 11)

### Série Alvarès (1975/1978)
- Alvarès 801 : Jean-Luc Juvin - Interrogation[37]
- Alvarès 802 : Arnaud Dumond - 3 sonates classiques pour guitare[38]
- Alvarès 803 : Françoise Moreau et François Imbert -La fête de la forêt - chantine n°2[39]
- Alvarès 804 : Jean-Louis Caillat - Récital n ° 2[40] (1976)
- Alvarès 805 : Jacques Bertin - Permanence Du Fleuve / Récital N°6[41] (1975 - Enregistré du 1er au 6 septembre 1975 dans les caves de la tour Saint-Pierre à Chalonnes-sur-Loire.)
- Alvarès 806 : Bernard Humeau, Jean-Paul Forgues et Jean-Louis Charbonnier - Teleman : Quatre Partitas[42]
- Alvarès 807 : José Pérez - Espana̕ Castilla Libertad[43]
- Alvarès 808 :
- Alvarès 809 : Campanella, ensemble vocal de France - Campanella chante Guy Béart[44]
- Alvarès 810 :
- Alvarès 811 : Ensemble Guillaume de Machaut[45] - Musiciens à la Cour de Bourgogne [Volume 1] : Hayne, Ockeghem, Morton, Busnois[46] (1977)
- Alvarès 812 : Musique populaire du Kurdistan : chants d'amour[47]
- Alvarès 813 :
- Alvarès 814 :
- Alvarès 815 : Danses et pastorales du vieux Pérou (Vol.1) - Documents sonores recueillis et enregistrés par Guillaume de La Roca[48]
- Alvarès 816 : Danses et pastorales du vieux Pérou (Vol.2) - Documents sonores recueillis et enregistrés par Guillaume de La Roca (1976)
- Alvarès 817 : Dagoberto Linhares - Villa-Lobos :  Cinq préludes - Suite populaire brésilienne[49] (1976)
- Alvarès 818 : Claire - Elle dit[50] (avec Louis Sclavis, Maurice Merle (Free Jazz Workshop de Lyon), Michel Saulnier (1976)
- Alvarès 819 : Gaston Couté avec Bernard Meulien et Gérard Pierron - La chanson d’un gars qu’a mal tourné[51] (1976)
- Alvarès 820 : Gilles Elbaz - Les mots sont de la musique[52] (1976)
- Alvarès 821 : Hong Kong : musique populaire et traditionnelle de Chine[53] - Documents sonores recueillis et enregistrés par Guy Saint-Clair
- Alvarès 822 :
- Alvarès 823 :
- Alvarès 824 :
- Alvarès 825 : Jacques Bertin - Domaine de joie[54] (1977)
- Alvarès 826 : Claude Antonini - Le Cœur partisan[55] (1978)

Il semble que ce soit le dernier album publié par BAM avant son rachat par les disques AZ en 1978.